# Acrocheilus alutaceus
Acrocheilus alutaceus is een straalvinnige vissensoort uit de familie van de eigenlijke karpers (Cyprinidae). De wetenschappelijke naam van de soort is voor het eerst geldig gepubliceerd in 1855 door Agassiz & Pickering.